# 王保晦
王保晦（？—918年），閬州人，前蜀政治人物。
王保晦「擅文才酷，無體式而辭致曉暢」，亦善解人意。高祖王建設立幕府，以他和馮涓為掌書記；當時岐王李茂貞任用王超上奏虚假言论，但王建仍喜歡王保晦，稱王保晦及王超二人為「二王」。武成年間擔任翰林學士承旨，到光天受宦官唐文扆謀亂事件連坐，奪官流放瀘州，後主王衍即位後被殺。